# Sultanato wahidi de Haban
Wahidi Habban (en árabe: واحدي حبان‎ Wāḥidī Ḥabbān), o el Sultanato Wahidi de Habban en Hadhramaut (en árabe: سلطنة الواحدي حبان حضرموت‎ Salṭanat al-Wāḥidī Ḥabbān Ḥaḍramawt), fue uno de varios estados wahidi en el Protectorado británico de Adén. Su capital era Habban. El último sultán, Husayn ibn Abd Allah Al Wahidi, fue depuesto y el estado fue abolido en 1967 tras la fundación de la República Popular de Yemen del Sur. El área es hoy parte de la República de Yemen.

## Historia
El estado predecesor, el Sultanato Wahidi (Saltanat al-Wahidiyya), se estableció en una fecha incierta. En 1830, el Sultanato Wahidi se dividió en cuatro estados:
- Sultanato wahidí de Ba´l Haf (Saltanat Ba al-Haf al-Wahidiyya)
- Sultanato wahidí de `Azzan (Saltanat `Azzan al-Wahidiyya)
- Sultanato wahidí de Bi´r `Ali `Amaqin (Saltanat Bi'r `Ali `Amaquin al-Wahidiyya)
- Sultanato Wahidi de Habban (Saltanat Habban al-Wahidiyya)

El 4 de mayo de 1881 se unieron Ba´l Haf y `Azzan. En 1888 el Sultanato Wahidi de Ba´l Haf y `Azzan se convirtió en protectorado británico. En 1895 Bi´r `Ali `Amaqin también quedó bajo protección británica. El 23 de octubre de 1962, el sultanato conjunto pasó a llamarse Sultanato Wahidi (al-Saltana al-Wahidiyya), mientras que Bi´r `Ali y Habban siguieron siendo sultanatos subordinados. El 29 de noviembre de 1967, con la independencia de la República Popular de Yemen del Sur, todos los estados fueron abolidos.

### Gobernantes
Los sultanes del sultanato wahidi de Habban tenían el estilo del sultán Habban al-Wahidi.

#### Sultanes
- 1830-1840 al-Husayn ibn Ahmad al-Wahidi
- 1850 - 1870 `Abd Allah ibn al-Husayn al-Wahidi
- 1870 - 1877 Ahmad ibn al-Husayn al-Wahidi
- 1877 - mayo de 1881 Salih ibn Ahmad al-Wahidi
- Interregno de mayo de 1881 - enero de 1885
- Enero de 1885 - 1919 Nasir ibn Salih al-Wahidi
- 1919-19.. al-Husayn ibn `Ali al-Wahidi
- c.1962 - 23 de octubre de 1962 al-Husayn ibn `Abd Allah al-Wahidi (continuó como gobernante subordinado hasta el 29 de noviembre de 1967)